# Дніпровський планетарій
Дніпровський планетарій «Planetarium Noosphere» — центр освіти про космос, астрономію і науку в місті Дніпро. Планетарій щорічно приймає понад 100 тисяч відвідувачів.
Планетарій був заснований 1968 року. В 2018-2020 роках він був капітально реконструйований.

## Історія

### Від відкриття до капітальної реконструкції
Дніпровський планетарій відкрився 30 серпня 1968 року. Він став другим планетарієм України (після Вінницького), відкритим у спеціально для цього спроєктованій будівлі. За тим саме проєктом були збудовані Мінський і Пермський планетарії.
Планетарій був обладнаний проєктором "Малий Цейс" фірми Карл Цайс Єна. На вулиці співробітники планетарію встановлювали телескопи (найбільший - з діаметром об'єктива 25 см) і показували перехожим зоряне небо.
На початку 1980-х лектори планетарію організували астрономічний гурток «Оріон» для старшокласників, який згодом перетворився на любительський астрономічний клуб. Члени клубу виконували астрономічні спостереження за допомогою невеликих телескопів і регулярно відвідували Харківську, Кримську, Одеську астрономічні обсерваторії.
На початку 2000-х в планетарії з'явилися перші комп'ютери, і лектори стали їх використовувати для підготовки відеопрезентацій.

### Реконструкція 2018-2020 років
В кінці 2018 року планетарій закрили на реконструкцію. Реконструкція проводилась з ініціативи підприємця космічної галузі Максима Полякова та фінансувалась заснованою ним громадською організацією «Асоціація Ноосфера».
Була відремонтована будівля, аварійний дах, укріплена від зсуву прилегла територія, замінені комунікації, експозиційну площу збільшено з 200 до 300 м2, замінено обладнання зоряної зали, встановлено нову систему проєкторів для демонстрації повнокупольних фільмів. Старий проєктор "Малий Цейс", який працював в планетарії з 1968 року, був перенескений в історичну виставкову зону.
Під час ремонту співробітники планетарію продовжували працювати, вони відвідували школи та інші установи з виїздними експозиціями планетарію.
В грудні 2020 ремонт закінчився, а з січня 2021 року оновлений планетарій відкрився для відвідувачів.

## Обладнання
Зоряна кімната містить купол з кутом нахилу 10° і нахилені сидіння. Є місця для людей з інвалідністю. Cучасний проєктор показує відео у розмірі 4К.

## Світлини

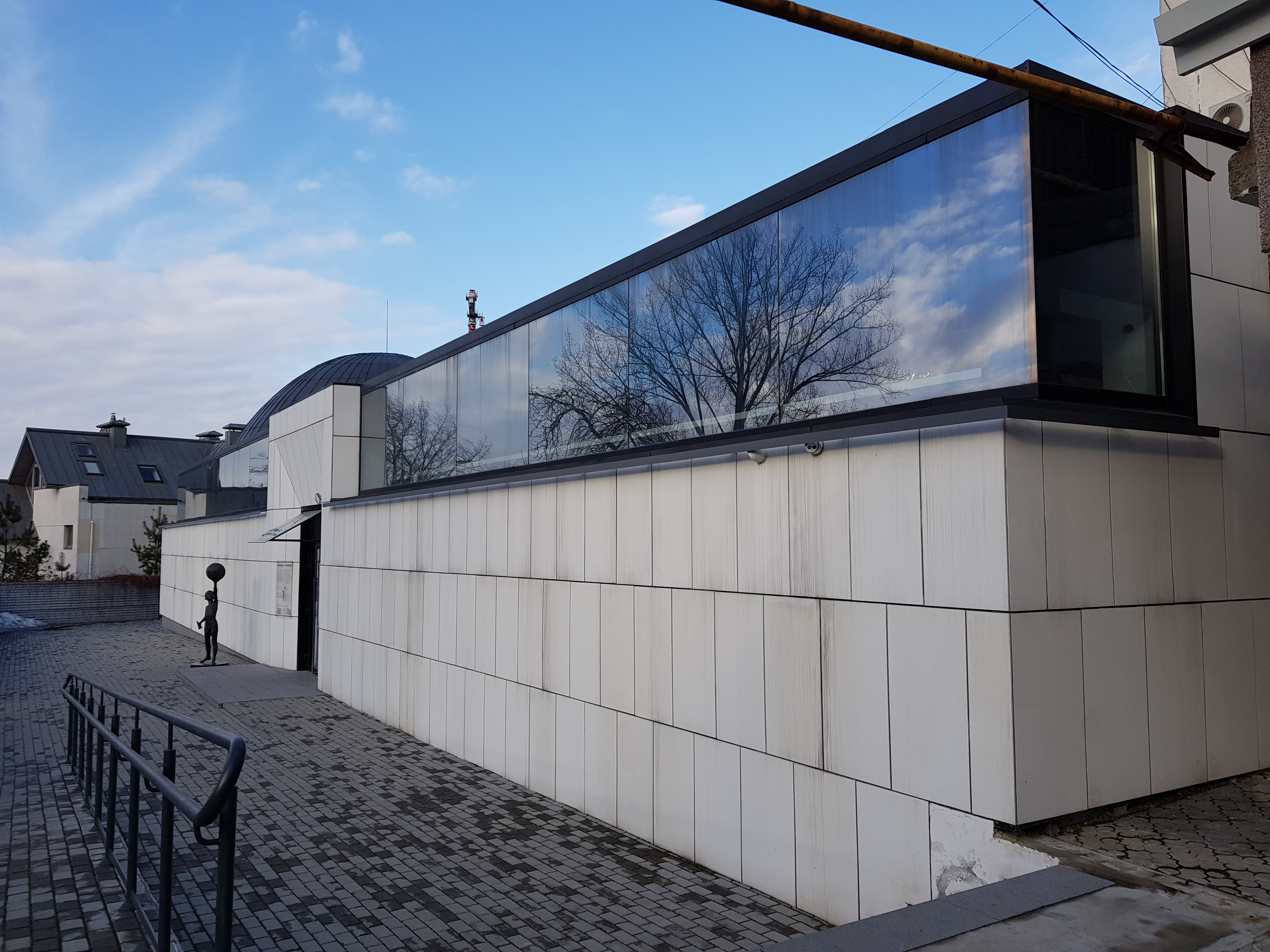
Фасад планетарію
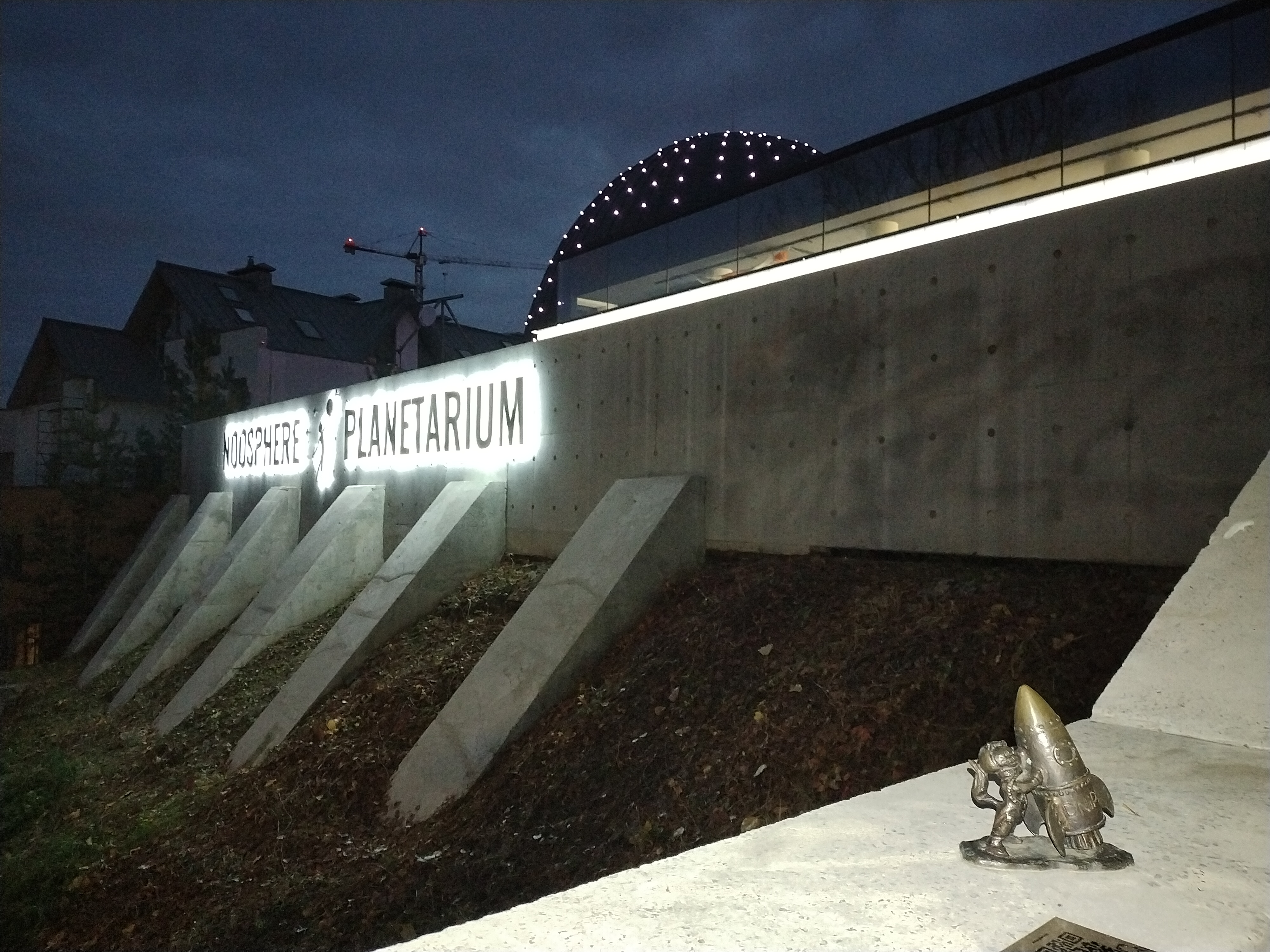
Бронзова міні-скульптура хлопчика з ракетою